# Voivodato de Wenden
El voivodato de Wenden (en polaco: Województwo wendeńskie) era una unidad de división administrativa y gobierno local en el Ducado de Livonia, parte de la Mancomunidad polaco-lituana. Fue creado en 1598 por el rey Segismundo III Vasa, fuera de la presidencia (provincia) de Wenden, que había sido creada en 1582 por el rey Esteban I Báthory, después de la paz de Jam Zapolski. El voivodato permaneció en la mancomunidad hasta la conquista de Livonia por parte del Imperio sueco en la década de 1620. El resto no conquistado de Livonia se denominó voivodato de Inflanty y continuó siendo parte de la mancomunidad hasta su primera partición en 1772.
Oficialmente, el voivodato de Wenden pertenecía a Polonia-Lituania hasta el tratado de Oliva en 1660. Su capital era Wenden, donde tenían lugar las sejmiks locales de la nobleza (véase szlachta). El voivodato de Wenden eligió a dos diputados para el Sejm de la Mancomunidad polaco-lituana . Aunque ya no pertenecía a la mancomunidad después de la conquista sueca, sus voivodas continuaron siendo nombrados por los reyes polacos hasta la partición final de Polonia (1795), como los llamados "títulos ficticios" (en polaco: urzędy fikcyjne).
Las principales ciudades, pueblos y castillos del voivodato de Wenden fueron: Cēsis (Kies, Wenden), Riga, Koknese (Kokenhausen), Salaspils (Kircholm), Daugavpils (Dyneburg), Rēzekne (Rzezyca, Rositten), Viļaka (Marienhausen), Gulbene (Schwanenburg), Ludza (Lucyn), Krustpils (Kreutzburg).

## Voivodas de Wenden
La sede del voivoda era Wenden (Cēsis).
- 1598-1602 Jürgen von Farensbach
- 1620-1622 Teodoro Denhoff
- 1627-1641 Joaquín Tarnowski
- 1641-1643 Tomasz Sapieha
- 1643–1648 Gérard Denhoff
- (fallecido en 1659) Nikolaus Korff